# Metacrangon munita
Metacrangon munita är en kräftdjursart som först beskrevs av James Dwight Dana 1852.  Metacrangon munita ingår i släktet Metacrangon och familjen Crangonidae. Inga underarter finns listade i Catalogue of Life.